# Benson (Fernsehserie)
Benson ist eine US-amerikanische Sitcom von Serienerfinderin Susan Harris. Sie ist ein Spin-off der Serie Soap – Trautes Heim und wurde von 1979 bis 1986 beim Fernsehsender ABC ausgestrahlt. In Deutschland lief sie das erste Mal ab dem 19. April 1993 beim Sender RTL II.

## Handlung
In der Serie wurde Benson als Butler des zerstreuten und verwitweten Gouverneurs Eugene Gatling und dessen Tochter Katie eingestellt. Gouverneur Gatling war der Cousin von Jessica Tate aus der Serie Soap. Der Staat, dessen Gouverneur Gatling war, wurde in der Serie nie genannt. Soap spielte jedoch in Connecticut.
Die täglichen Probleme des Haushalts, Bensons Auseinandersetzungen mit der deutschen Köchin Gretchen Kraus und sein Zusammenspiel mit dem Stabschef des Gouverneurs – zunächst John Tayler und später Clayton Endicott, der Dritte – machten den größten Teil der Handlungen jeder Folge aus. Trotz ihrer anfangs feindseligen Beziehung entwickelte sich später zwischen Benson und Gretchen eine Freundschaft. Außerdem verband Benson eine Freundschaft mit der Sekretärin des Gouverneurs Marcy Hill und deren Nachfolgerin Denise. Marcy verließ die Serie nach der zweiten Staffel, da sie heiratete.
Benson arbeitete sich im Verlauf der Serie nach oben. Anfangs noch der Vorstand des Haushalts wurde er später zum Verwalter der Staatsfinanzen und schließlich zum Vizegouverneur. Während der letzten Staffel stellte sich Benson gegen Gatling zur Wahl des Gouverneurs. Gretchen, die selbst zunächst zum Vorstand des Haushalts und später zur Verwalterin der Staatsfinanzen geworden war, war dabei eine der stärksten Unterstützer Bensons und wurde daher seine Wahlkampfmanagerin.
Die letzte Folge endete damit, dass Gatling und Benson – nachdem sie sich während des Wahlkampfs zerstritten und später wieder vertragen hatten – gemeinsam die ersten Prognosen im Fernsehen sahen. Wer die Wahl gewinnt, wurde jedoch nicht gesagt und die Folge endete mit einem Cliffhanger.

## Hintergrund
Laut dem Show Runner der Serie Bob Fraser wurde die Serie auf Anweisung des Senders mit einem Cliffhanger beendet. Die Entscheidung zur Absetzung der Serie fiel erst nach der Ausstrahlung der letzten Folge. Wäre die Serie fortgesetzt worden, hätte Gatling die Wahl gewonnen und Benson wäre Senator geworden. Laut der Internet Movie Database wurden drei unterschiedliche Ausgänge der Folge gedreht. In einer gewann Gatling, in einer gewann Benson und in einer dritten gewann der dritte Kandidat, der ebenfalls noch im Rennen lag.
Die Serie war die erste im US-amerikanischen Fernsehen, die auf das Internet Bezug nahm. In der am 22. Februar 1985 ausgestrahlten Folge nahmen die Protagonisten der Serie Zugriff auf das Arpanet, dem Vorläufer des Internets.
Bekannte Schauspieler wie Art Metrano, G. W. Bailey, Ted Danson und Katherine Helmond hatten Gastauftritte in der Serie.

## Auszeichnungen
Emmys
Insgesamt war die Serie 36 mal für diese Auszeichnung nominiert. Gewinnen konnten ihn 1985 Robert Guillaume für den besten Hauptdarsteller in einer Comedyserie sowie im gleichen Jahr Herm Falk, Randy Baer, Stephen A. Jones, Bill McCloud, Donna Quante und Victor Bagdadi für die beste technische Regie und Kamera.
Golden Globe Awards
Robert Guillaume war in den Jahren 1983 bis 1985 dreimal für die Kategorie Bester Serien-Hauptdarsteller – Komödie oder Musical nominiert. 1986 war Inga Swenson für die Kategorie Beste Nebendarstellerin – Serie, Mini-Serie oder TV-Film nominiert.
Missy Gold war in den Jahren 1981 bis 1985 für den Young Artist Award nominiert und konnte ihn 1984 gewinnen.

## DVD
Zurzeit (Stand März 2014) sind nur die ersten beiden Staffeln im Originalton auf DVD erschienen.